# Ziekte van Bornholm
De ziekte van Bornholm of pleurodynia epidemica is een ziekte die wordt veroorzaakt door het Coxsackie B virus. De ziekte is vernoemd naar het eiland Bornholm in Denemarken, waar zij voor het eerst werd ontdekt.

## Andere namen
In Engelstalige landen staat de ziekte ook bekend als devil's grip, devil's grippe, epidemic myalgia, epidemic pleurodynia of The Grasp of the Phantom.

## Besmetting
De ziekte wordt via contact van mens op mens overgedragen. Epidemieën breken vooral uit bij warm weer en kunnen derhalve in tropische gebieden op elk moment opduiken. De ziekte kan zich ook verspreiden via ontlasting.

## Symptomen
Symptomen zijn:
- koorts
- hoofdpijn
- Aanvallen van enorme pijn onder in de borst. De kleinste beweging van de ribben veroorzaakt een scherpe stekende pijn, wat ademhalen erg moeilijk maakt. Daarom is deze aanval een zeer beangstigende ervaring, maar hij verdwijnt meestal voor er echt grote gevolgen optreden. De aanvallen zijn onvoorspelbaar en kunnen op elk moment opduiken. Mensen beschrijven de pijn soms als "een ijzeren grip op de ribbenkast". Daar dankt de ziekte ook veel van haar Engelse bijnamen aan.

## Prognose
Er is geen behandeling tegen het Coxsackievirus dat de ziekte van Bornholm veroorzaakt. Gelukkig gaat de ziekte vrijwel altijd vanzelf over. De klachten duren ongeveer een week en kunnen worden bestreden met pijnstillers, zoals NSAIDs.
De ziekte manifesteert zich eveneens rond het middenrif en veroorzaakt hevige pijn, vooral bij bewegen.